# Google Unternehmensprofil
Über Google Unternehmensprofil (vormals Google My Business) können die in Google Maps erscheinenden Informationen zu einem Eintrag, beispielsweise einem Unternehmen oder einer Sehenswürdigkeit, verwaltet werden. So ist es unter anderem möglich, den angezeigten Namen und eine Kategorie zu definieren, sowie Fotos oder Öffnungszeiten zu hinterlegen. Zudem kann im Namen des Eintrags auf Bewertungen reagiert werden.
Die über Google Unternehmensprofil hinterlegten Informationen können sowohl in Google Maps als auch der Google-Suche erscheinen. Innerhalb der Google-Suche werden für Suchanfragen mit expliziten (zum Beispiel „Restaurant Köln“) oder impliziten lokalen Bezug (zum Beispiel „Zahnarzt“) regelmäßig bis zu drei Einträge in einem Kartenergebnis angezeigt. Zudem zeigt Google bei einer Suche nach einem Unternehmen den Google Maps Eintrag an. Aus diesem Grund ist die Nutzung vom Google Unternehmensprofil für lokale Unternehmen von großer Bedeutung. Google Unternehmensprofil wird von Google kostenlos angeboten. Einzig ein Google-Konto ist für die Nutzung notwendig.

## Funktionen
Damit sich ein Unternehmen für einen Eintrag in Google Maps qualifiziert, müssen die von Google definierten Richtlinien eingehalten werden. So ist es notwendig, dass am Standort während der angegebenen Geschäftszeiten ein persönlicher Kontakt zum Kunden möglich ist. Alternativ muss ein Unternehmen vom angelegten Standort aus Kunden bedienen, beispielsweise als Pizza-Lieferservice oder Schlüsseldienst. Doch es gibt einige Ausnahmen von dieser Regel, beispielsweise für Geldautomaten oder saisonale Unternehmen wie Eisbahnen. Ausschließlich online tätige Unternehmen sind nicht für die Teilnahme am Google Unternehmensprofil beziehungsweise Google Maps berechtigt.
In Google Maps kann zwischen bestätigten und unbestätigten Einträgen unterschieden werden. Unbestätigt ist ein Eintrag dann, wenn die Inhaberschaft noch nicht via Google Unternehmensprofil bestätigt wurde. Dies findet in der Regel über die Zusendung eines Bestätigungscodes auf dem Postweg statt. Ein Eintrag kann unabhängig davon, ob er bestätigt ist oder nicht, in Google Maps sowie anderen Google-Produkten wie der Google-Suche auftauchen.
Ein Standort wird in der Regel vom Standortinhaber oder einem Google Maps-Nutzer hinzugefügt. Dazu besteht die Möglichkeit, dass durch andere Datenquellen wie Unternehmensregister ein Standort automatisch und erst mal unbestätigt zu Google Maps hinzugefügt wird. Durch Suchmaschinenoptimierungs-Maßnahmen lässt sich die Auffindbarkeit des eigenen Standorts verbessern. Dies wird als „Local SEO“, also lokale Suchmaschinenoptimierung bezeichnet. Wird bei der Optimierung gegen die Google Unternehmensprofil-Richtlinien verstoßen, dann kann dies zur temporären oder dauerhaften Deaktivierung des Eintrags oder Google-Kontos führen.
Durch die Bestätigung eines Standorts erhält ein Nutzer vollen Zugriff auf die in Google Maps angezeigten Informationen. Diese werden im Google Unternehmensprofil definiert. Neben den Stammdaten des Unternehmens, beispielsweise der Unternehmensname, die Adresse und Öffnungszeiten sowie Kontaktinformationen, können weitere Funktionen wie Fotos, angebotene Produkte und Dienstleistungen sowie eine Chat-Funktion genutzt werden. Auch die Erstellung einer simplen Website ist mit Google Unternehmensprofil möglich.
Jedes Unternehmen muss mindestens eine der von Google vorgegebenen Kategorien auswählen. Google unterscheidet zwischen der direkt im Profil sichtbaren Hauptkategorie sowie weiteren optionalen Nebenkategorien. Diese Kategorisierung hat einen großen Einfluss darauf, für welche Suchanfragen ein Standort erscheint.
Die Kategorieauswahl wird regelmäßig angepasst und eine vollständige Übersicht bietet Google nicht an. Abhängig von der gewählten (Haupt-)Kategorie werden zusätzliche Funktionen im Google Unternehmensprofil sichtbar, beispielsweise für Restaurants eine Reservierungsfunktion oder die Möglichkeit, eine Speisekarte zu hinterlegen.
Der Vorteil eines bestätigten Google Unternehmensprofil-Eintrages liegt für lokale Unternehmen darin, dass Interessenten bei Eingabe des Standortnamens in die Google-Suche alle notwendigen (Kontakt-)Daten auf den ersten Blick sehen, ohne die Webseite des Unternehmens besuchen zu müssen. Zudem kann ein Unternehmen auch für allgemeinere Suchanfragen wie Kategoriebegriffe wie beispielsweise „Bäckerei“ oder „Supermarkt“ gefunden werden.
Da die Suche über mobile Endgeräte erheblich zugenommen hat und Nutzer in den Such- oder Maps-Ergebnissen direkt den lokalen Eintrag des Unternehmens sehen, können sie schnell und einfach eine Wegbeschreibung abrufen oder das Unternehmen via Anruf kontaktieren. Zudem erhalten die Interessenten durch die Anzeige von Bildern einen ersten Eindruck des Unternehmens.
Google Unternehmensprofil ist für lokale Unternehmen insbesondere relevant, da Google bei vielen Suchanfragen sowohl lokale als auch überregionale Ergebnisse anzeigt. Neben Suchanfragen mit explizitem lokalem Bezug wie „Rechtsanwalt Stuttgart“ führen auch Suchanfragen wie „Rechtsanwalt“ oder „Optiker“ zu lokalisierten Suchergebnissen bei Google. Aufgrund der Verwendung des Nutzerstandorts ist die Lokalisierung sehr genau möglich und Ergebnisse in der näheren Umgebung werden angezeigt. Der aktuell von Google verwendete Standort kann am Seitenende der Google-Suchergebnisse eingesehen werden.
Für Unternehmen ist der in Google Unternehmensprofil verfügbare Bereich „Statistiken“ sehr interessant, da hier Informationen wie Suchanfragen, zu denen der Standort erschienen ist, sowie Handlungen wie getätigte Anrufe oder Wegbeschreibungen zu sehen sind.
Besonders zwischen Google Unternehmensprofil und dem Google Werbeprogramm Google Ads bestehen Verknüpfungsmöglichkeiten. So lassen sich Standortinformationen als sogenannte Anzeigenerweiterung in bezahlten Anzeigen innerhalb der Google-Suche darstellen.
Für große Unternehmen mit vielen Standorten gibt es eine Schnittstelle um die Administration der einzelnen Profile zu vereinfachen. Auf diese Google Business Profile API wird einer Anwendung zugegriffen, womit mehrere Standorte und deren Daten verwaltet werden können.

## Kontroversen
Innerhalb des Google Maps-Profils zeigt Google regelmäßig die Besucherfrequenz sowie aktuelle Wartezeit an. Diese Daten werden laut Google anhand aggregierter und anonymisierter Daten von Nutzern berechnet, die den Google-Standortverlauf aktiviert haben.
Das Bräustüberl Tegernsee reichte vor Gericht Klage gegen diese Funktion ein, da Google trotz freier Tische teils lange Wartezeiten meldete und nach Einschätzung des Bräustüberl Nutzer von einem Besuch abhielt. Bevor es zu einer gerichtlichen Entscheidung kam, wurde die Klage zurückgezogen, da Google die Funktion für diesen Standort deaktivierte. Bisher gibt es für Unternehmen keine Möglichkeit, diese Funktion zu deaktivieren.